# Kosmos Band II
Der Kosmos Band II ist der 1847 erschienene zweite Band von Alexander von Humboldts Werk „Kosmos. Entwurf einer physischen Weltbeschreibung“. Humboldt steigt darin aus dem im ersten Band durchschrittenen „Kreise der Objecte“ in den Kreis der Empfindungen. Er betrachtet „den Reflex des durch die äußeren Sinne empfangenen Bildes auf das Gefühl und die dichterisch gestimmte Einbildungskraft“ der Menschen.

## Allgemeine Einführung
Schon in der Vorrede seines ersten Bandes beschrieb Humboldt als Hauptantrieb für seine Arbeit „das Bestreben die Erscheinungen der körperlichen Dinge in ihrem allgemeinen Zusammenhange, die Natur als ein durch innere Kräfte bewegtes und belebtes Ganzes aufzufassen.“
Es ist vielleicht dieses Bestreben nach geschlossener Ganzheit, welches auch die Gliederung des zweiten Bandes seines Kosmos sehr grob ausfallen lässt. Das mehr als 500 Seiten starke Buch, gliedert sich, neben dem Inhaltsverzeichnis des ersten und zweiten Bandes am Schluss, nur in zwei große Abschnitte:
- A. Anregungsmittel zum Naturstudium. Reflex der Außenwelt auf die Einbildungskraft (S. 3–103) und
- B. Geschichte der physischen Weltanschauung. Hauptmomente der allmäligen Entwicklung und Erweiterung des Begriffs vom Kosmos, als einem Naturganzen. (S. 135–400).

## Anregungsmittel zum Naturstudium

### Einleitung
In seinem ersten Band stellte Humboldt eng aneinandergereiht die Hauptresultate der von der Phantasie entblößten Beobachtung des Naturganzen in Form einer rein objektiven, wissenschaftlichen Natur- bzw. Weltbeschreibung vor. Im zweiten Band seines Kosmos entfernt er sich alsdann aus „dem Kreise der Objecte“ und tritt in den Kreis der Empfindungen. So wird aus seinem Entwurf einer physischen Weltbeschreibung in diesem „Buch der Natur“ ein Entwurf der Beschreibung einer physischen Weltanschauung. Humboldt will in diesem Band die Einbildungskraft der Menschen erforschen, „die Quelle lebendiger Anschauung, als Mittel zur Erhöhung eines reinen Naturgefühls“ schildern und den Ursachen nachspüren, welche so mächtig auf Liebe zum Naturstudium und auf den Hang zu fernen Reisen wirken. Humboldt verallgemeinert dabei drei Anregungen, die nach seinen eigenen Worten bei ihm das Fernweh entzündet und ihn zum Naturstudium gereizt haben.

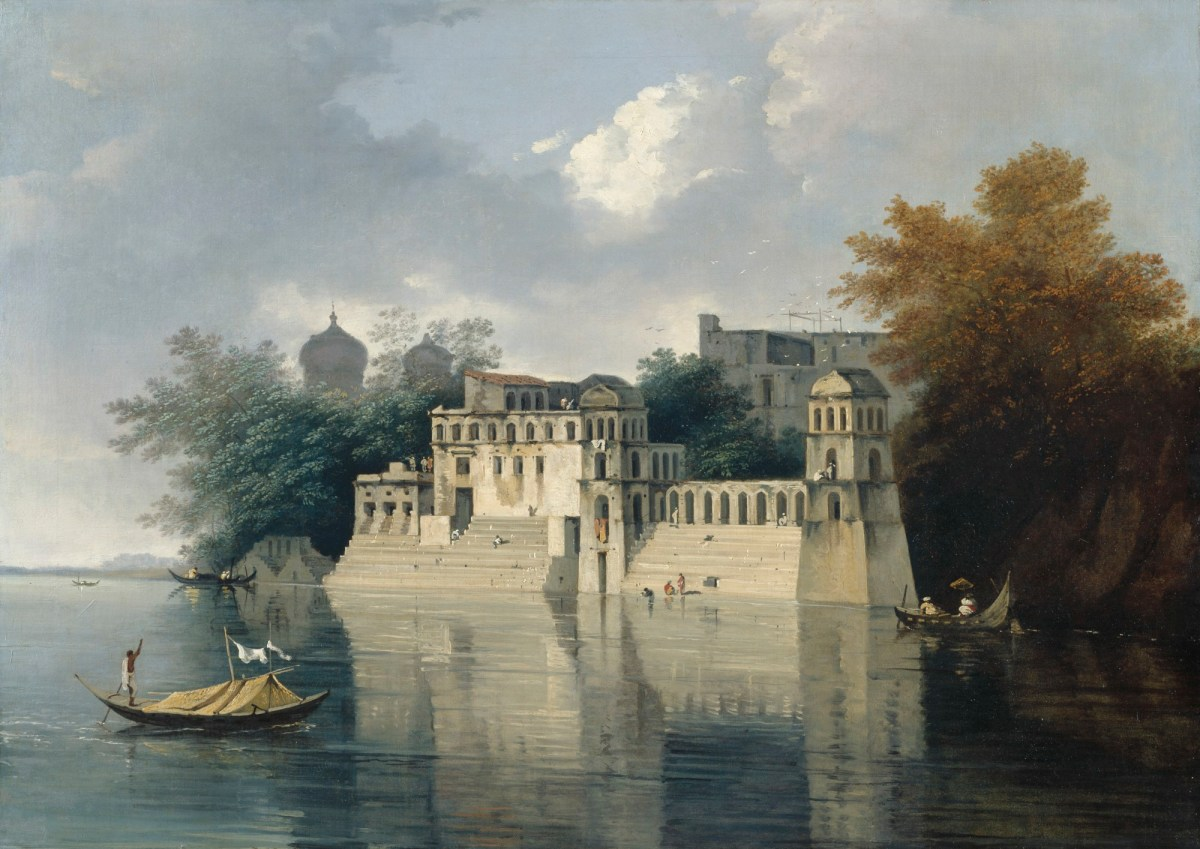
William Hodges Gemälde des Gangesufers. Eines von Humboldts ganz persönlichen Anregungsmitteln zum Naturstudium.

„Wäre es mir erlaubt,“ schreibt er in der Einleitung, „eigene Empfindungen anzurufen, mich selbst zu befragen, was einer unvertilgbaren Sehnsucht nach der Tropengegend den ersten Anstoß gab, so müßte ich nennen: Georg Forsters Schilderungen der Südsee-Inseln; Gemälde von Hodges, die Gangesufer darstellend, im Hause von Warren Hastings zu London; einen kolossalen Drachenbaum in einem alten Turm des Botanischen Gartens bei Berlin.“
In diesem Sinne unterscheidet Humboldt zwischen dreierlei Anregungsmitteln zum Naturstudium:
- ästhetische Behandlung von Naturszenen, in belebten Schilderungen der Thier- und Pflanzenwelt als sehr moderner Zweig der Litteratur,
- Landschaftsmalerei, besonders insofern sie angefangen hat die Physiognomik der Gewächse aufzufassen und
- Cultur von Tropengewächsen und kontrastierende Zusammenstellung exotischer Formen.

### Die Dichterische Naturbeschreibung
Die ästhetische Behandlung von Naturszenen, in belebten Schilderungen der Thier- und Pflanzenwelt, als Naturgefühl nach Verschiedenheit der Zeiten und Völkerstämme
Humboldt verfolgt die Geschichte der Naturbeschreibung, beginnend im griechischen Altertum, wo die Äußerungen zum Naturgefühl noch sehr selten sind, weil der Mensch als Maß aller Dinge gilt (Homer, Hesiod u. a.). „Ein […] Beweis für das Dasein himmlischer Mächte aus der Schönheit und unendlichen Größe der Werke der Schöpfung steht in dem Altertume sehr vereinzelt da.“ (Aristoteles). Bei den Römern, so Humboldt, sei die literarische Produktivität in Sachen Naturbeschreibungen noch sparsamer als schon bei den Griechen gewesen. Seiner Zeit entsprechend subjektiv wertend setzt er hinzu: „Eine Nation, die nach alter sikulischer Sitte dem Feldbau und dem Landleben vorzugsweise zugetan war, hätte zu anderen Hoffnungen berechtigt“ (Naturbeschreibungen bei Lukrez, Vergil, Ovid, Tacitus und Plinius dem Älteren u. a.) Erst mit der Geburt des Christentums, so Humboldt, wäre ein Hang nach Naturbeschreibung in die Welt gekommen, da die Christen aus der Schönheit der Natur die Größe und Güte des Schöpfers beweisen wollten (Basilius der Große, Gregorius von Nyssa u. a.). Nur kurz spricht er den Minnesang, die Tier-Epen und Reiseberichte des europäischen Mittelalters an und wendet sich dann in den Nahen und Mittleren Osten zur Naturbeschreibung der Inder, Perser und der „sinnbildlichen aber klaren Naturpoesie“ der Hebräer, in welcher sich der Monotheismus spiegelt (das Ganze der Welt als eine Einheit). Zurück in Europa spricht er von Dante Alighieri, Petrarca, Vittoria Colonna. Auch der von Humboldt hochgeschätzte Christoph Kolumbus wird als Beschreiber der Natur angeführt, dessen Schönheit und Einfachheit im Ausdruck allerdings, so Humboldts persönliche Einschätzung, nur der schätzen kann, dem die alte Kraft der damaligen Sprache vertraut ist.
Es folgt die Spanische Poesie, die lebensfrischen Bilder des Cervantes im Gegensatz zu den frostig ermüdenden Hirtenromanen, Calderon, Don Alfonso de Ercilla. In Betrachtung des englischen Raumes spricht er von Milton, Thomson und Shakespeare. Letzterer habe im Drang nach bewegter Handlung zwar fast nie die Zeit und Gelegenheit gehabt, Naturschilderungen abzugeben, seine Andeutungen jedoch hätten die Landschaft in der Phantasie des Lesers jedoch stets lebendig werden lassen.
Obwohl in der Neuzeit die Masse des Erkannten übermäßig angewachsen ist, kann sie dennoch nicht die intellektuelle Anschauung unter dem materiellen Gewichte des Wissens erdrücken. Beispielhaft dafür in Frankreich Buffon, großartig und ernst, Rousseau mit größerer Tiefe der Gefühle und frischerem Lebensgeist, Bernardin de St. Pierre, Chateaubriand. Für Deutschland nennt er den gefühlvollen Ewald Christian von Kleist, Hagedorn, Salomon Gessner, außerdem Reisebeschreibungen von Paul Fleming und natürlich Georg Forster, der mit seinem Werk zeigt, dass Naturbeschreibungen scharf begrenzt sein können und wissenschaftlich genau, „ohne daß ihnen darum der belebende Hauch der Einbildungskraft entzogen bleibt“.

### Landschaftsmalerei
Graphische Darstellung der Physiognomik der Gewächse
Bei der Landschaftsmalerei geht Humboldt ähnlich vor. Er zeigt den verschiedenen Umgang mit der Landschaftsmalerei im Verlauf der Geschichte. Beginnend im Altertum, wo die Landschaftsmalerei ebenso wenig als die dichterische Schilderung ein für sich bestehendes Objekt der Kunst sein konnte (Philostrat, Herculaneum, Pompeji), über Spuren der Landschaftsmalerei in Indien und die Christliche Malerei unter Konstantin bis zum Anfang des Mittelalters gelangt er endlich ins 17. Jahrhundert, „die glänzende Epoche der Landschaftsmalerei“ (Ruysdael, Gaspard und Nicolaus Poussin, Everdingen u. a.).
Mit dem späteren Streben nach Naturwahrheit der Vegetationsformen und den Darstellungen der Tropenvegetation (etwa Franz Post) kommt er in der Gegenwart an und stellt die Voraussage, dass mit der zunehmenden Entwicklung der Kulturen auch die Landschaftsmalerei einen neuen Schwung und großartigen Charakter bekommen werde. „Der Begriff eines Naturganzen, das Gefühl der harmonischen Einheit im Kosmos wird um so lebendiger unter den Menschen werden, als sich die Mittel vervielfältigen die Gesammtheit der Naturerscheinungen zu anschaulichen Bildern zu gestalten.“

### Cultur exotischer Gewächse.
Contrastierende Zusammenstellung von Pflanzengestalten
Hier beginnt Humboldt mit der Landschaftsgärtnerei, den frühen Parkanlagen im mittleren und südlichen Asien und kommt dann vor allem auf die chinesischen Gärten unter der Han-Dynastie und die chinesischen Gartenberichte aus dem 11. Jahrhundert zu sprechen. Überdies betrachtet er den Einfluss des Zusammenhangs buddhistischer Mönchsanstalten auf die Verbreitung schöner und charakteristischer Pflanzenformen.

## Geschichte der physischen Weltanschauung

### Einleitung

#### Begriffsklärung
Für Humboldt ist die Geschichte der physischen Weltanschauung ebenso wenig die ganze Kulturgeschichte der Menschheit, als auch eine Geschichte der Naturwissenschaften, sondern die Geschichte der Erkenntnis, der allmählichen Auffassung des Begriffs von dem Zusammenwirken der Kräfte in einem Naturganzen. Die Geschichte der physischen Weltanschauung ist somit der Weg der Erkenntnis dessen, was Humboldt im ersten Band seines Kosmos beschreibt. Er betrachtet diesen Weg nicht mit den oft wiederkehrenden Schwankungen zwischen Wahrheit und Irrtum, sondern beschränkt sich auf die Hauptmomente der allmählichen Annäherung an die Wahrheit, von einer frühen ahnenden Phantasie, bis hin zum wirklichen Wissen.

#### Der Ursprung des Strebens nach dem Kosmos
„Die Geschichte kennt kein Urvolk, keinen einzigen ersten Sitz der Kultur, keine Urphysik oder Naturweisheit, deren Glanz durch die sündige Barbarei späterer Jahrhunderte verdunkelt worden wäre.“ Nach Humboldts Meinung haben sich alle Geschlechter und Völker durch die bewusste oder unbewusste Förderung unterschiedlichster Wissensbereiche auf ihre Art für die Geschichte des der physischen Weltanschauung verdient gemacht. Die Vorstellung eines Urquelles lehnt er ab.

#### Hilfsmittel für die Entwicklung der physischen Weltanschauung
Die rationalen Hilfsmittel der sich entwickelnden Lehre vom Kosmos waren und sind nach Humboldts Meinung äußerst vielfältig. Die wichtigsten allerdings wären die Erforschung des Sprachraums, die Entzifferung alter Schriftzüge und historischer Monumente in Hieroglyphen und Keilschrift und die Vervollkommnung der Mathematik, besonders des mächtigen, Erdgestalt, Meeresflut und Himmelsräume beherrschenden analytischen Kalküls.

#### Voraussetzungen für die Erkenntnis des Weltganzen
1. Weltbegebenheiten, welche plötzlich den Horizont der Beobachtung erweitert haben oder aber gegebene natürliche Voraussetzungen, die die Erweiterung des Ideenkreises der Menschen förderten (etwa die geologische Beschaffenheit, Erwärmung der Länder in Abhängigkeit von der relativen Lage). Beispielsweise macht Humboldt gleich zu Beginn seiner Beschreibung die Feststellung, dass Europa sich zwar in seiner Gestalt von Südwesten nach Nordosten ausdehne, aber wiederholt von dazu fast rechtwirklich verlaufenden Spalten und Erhöhungen durchzogen werden würde (Rotes Meer, Tiefland mit dem Doppelstrom Euphrat und Tigris, Adria, Ägäis u. a.). Er führt sie auf Erschütterungen aus dem Erdinneren zurück und behauptet, dass gerade die Kreuzung der beiden Systeme durch die Erleichterung des Völkerverkehrs von zentralem Einfluss auf die Schicksale der Menschheit gewesen sei.
2. Die Erfindung neuer Mittelsinnlicher Wahrnehmung, gleichsam die Erfindung neuer Organe, welche den Menschen mit den irdischen Gegenständen wie mit den fernsten Welträumen in näheren Verkehr bringen, welche die Beobachtung schärfen und vervielfältigen (etwa Kompass, Baro- und Thermometer, hydrometrische und elektrometrische Apparate, Telegraph und natürlich vor allen das Fernglas, ermöglichte es doch, so Humboldt, die Erforschung des Makro- und, als Mikroskop, jene des Mikrokosmos).
3. Das selbstständige Streben der Vernunft nach Erkenntnis von Naturgesetzen, also eine denkende Betrachtung der Naturerscheinungen.

### Inhalt der Geschichte der physischen Weltanschauung
Humboldt verfolgt die Geschichte der Erkenntnis des Weltganzen durch den Menschen in acht Schritten.

#### Das Mittelmeer als Ausgangspunkt
Das Mittelmeer als Ausgangspunkt der Versuche ferner Schifffahrt gegen Nordosten (Argonauten), gegen Süden (Ophir), gegen Westen (Phönizier und Coläus von Samos). Anreihung dieser Darstellung an die früheste Cultur der Völker, die das Becken des Mittelmeeres umwohnten.
Humboldt beginnt, nach Betrachtung der allgemeinen und geographischen Gegebenheiten rund um das Mittelmeer, die Geschichte der physischen Weltanschauung mit Ägypten. Dieses große, mächtige und alte Reich habe wegen der fortwährend notwendigen Beschäftigung mit Angelegenheiten der inneren Ordnung, für die Erweiterung der kosmischen Ansichten weniger geleistet als andere vielbewegte kleinere Volksstämme.
Etwa die Phönizier mit ihren großen nautischen Unternehmungen, z. B. die sagenhafte Umseglung des Kap der Guten Hoffnung unter Neku II. im 6. Jahrhundert v. Chr. Ihnen spricht Humboldt den ersten Drang nach Westen zu. Sie hätten sich, so Humboldt als erste auf den Atlantischen Ozean gewagt, den sie noch für eine Mare tenebrosum für ein „schlammerfülltes, seichtes, nebliges Dunkelmeer“ hielten. Auf ihrem Weg zum westlichen Erdrand, direkt nach Elysium wären die Phönizier dann auf die Kanarischen Inseln und die Azoren vorgedrungen und hätten diese teilweise besiedelt. Vor allem aber besteht ihr Beitrag für die Erweiterung der physischen Weltanschauung in ihrer Arbeit als tätige Vermittler der Völkerverbindungen rund um das Mittelmeer. Als kühnes Handelsvolk hätten sie auf die Bereicherung und Vielseitigkeit der Weltansichten gewirkt, die Münze als Tauschmittel und die Buchstabenschrift verbreitet.
Nicht so vermittelnd wie die Phönizier und auch dem geographischen Gesichtskreis weniger zuträglich waren die von Humboldt als Nächstes angeführten Tusker.
Auch sie trieben zwar Handel, einen nicht unerheblichen Landhandel durch das nördliche Italien nämlich, aber in erster Linie sind sie als forschende Naturkundige (Diodor)unsterblich geworden. Sie stellten, so Humboldt, vor allem Beobachtungen der meteorologischen Prozesse des Luftkreises an, erforschten Blitze und erstellten offizielle Verzeichnisse von Gewitterbeobachtungen.
Der „eigentümliche Reiz der griechischen Landschaft in seiner Verschmelzung des festen und Flüssigen“, vermutet Humboldt sodann, hat auch die Griechen schon früh zu Schifffahrt und tätigem Handelsverkehr angeregt. Für ihn steht fest, dass kein Volk der Welt zahlreichere und in der Mehrzahl mächtigere Tochterstädte als die Hellenen gegründet hat. Das kleine hellenische Mutterland trat dabei in weite Lebenskreise anderer Völker und nahm Fremde Elemente auf ohne seine eigene Identität zu verlieren und schuf somit ein weites Reich der Ideen und Kunsttypen. Durchaus kritisch zu betrachten ist hierbei, dass Humboldt, geleitet von seinem neuzeitlichen Denken, immer von einer Nation der Hellenen im Sinne eines modernen Staates ausgeht, den es im antiken Griechenland freilich nie gegeben hat.

#### Die Feldzüge Alexanders des Großen
Feldzüge der Macedonier unter Alexander dem Großen. Verschmelzung des Ostens mit dem Westen. Das Griechenthum befördert die Völkervermischung vom Nil bis zum Euphrat, dem Jaxartes und Indus. Plötzliche Erweiterung der Weltansicht durch eigene Beobachtungen wie durch den Verkehr mit altcultivirten gewerbetreibenden Völkern.
„In keiner anderen Zeitepoche (die achtzehn und ein halbes Jahrhundert später erfolgende Begebenheit der Entdeckung und Aufschließung des tropischen Amerikas ausgenommen) ist auf einmal einem Teile des Menschengeschlechts eine reichere Fülle neuer Naturansichten, ein größeres Material zur Begründung der physischen Erderkenntnis und der vergleichenden ethnologischen Studiums dargeboten worden.“
Mit diesen Worten beginnt Humboldt seinen euphorischen Bericht über die Verdienste der Makedonier unter Führung Alexanders des Großen.
Durch ihn, fährt er fort, wurde die Kunde eines großen Teils des Erdbodens erst wahrhaft eröffnet. Nachrichten von indischen Erzeugnissen und Kunstprodukten wurden durch mazedonische Ansiedlungen gesichert und verbreitet. Der Einblick der Hellenen in die subtropische Natur habe in ihnen eine sonst fremde Begeisterung ausgelöst. So berichteten sie etwa verblüfft von riesigen Bäumen mit Blättern so groß wie die Schilde des Fußvolkes.
Humboldt geht sogar so weit, die Eroberungen Alexanders, „die mazedonische Expedition welche einen großen und schönen Teil der Erde dem Einflusse eines einzigen und dazu eines […] hochgebildeten Volkes eröffnete“, als eine wissenschaftliche Expedition zu bezeichnen. War sie doch die erste, in der ein Eroberer sich mit Gelehrten aus allen Fächern des Wissens: mit Naturforschern, Landmessern, Geschichtsschreibern, Philosophen und Künstlern umgab.
Die Erweiterung der physischen Weltanschauung durch die Makedonier führte denn auch zum Umsturz von Paradigmen. Etwa in Hinsicht auf den Einfluss der Atmosphäre auf die Färbung der Menschen. „Der Gott [die Sonne]“, hatte man früher geglaubt, „färbt in seinem Laufe mit des Rußes finsterem Glanze die Haut des Menschen und kräuselt ihm dörrend das Haar“ Die Inder jedoch, die noch weiter am Sonnenaufgang lebten, hatten glatte Haare.

#### Die Ptolemäer
Zunahme der Weltanschauung unter den Lagiden [ Ptolemäern ]. Museum im Serapeum. Encyclopädische Gelehrsamkeit. Verallgemeinerung der Naturansichten in den Erd- und Himmelsräumen. Vermehrter Seehandel nach Süden.
„Die ptolemäische Epoche mit ihren eigentümlichen Charakter wandte sich dann“, eröffnet Humboldt den dritten Abschnitt seiner Geschichte, „nachdem viele Jahrhunderte - bis zum Auftreten des Aristoteles - die Naturerscheinungen jeder scharfen Beobachtung entzogen, in ihrer Deutung der alleinigen Herrschaft der Ideen, ja der Willkür dumpfer Ahnungen und wandelbarer Hypothesen anheimgefallen waren, endlich wieder mit Achtung dem empirischen Wissen zu.“
So gelangen während dieser Epoche vom 3. bis ins 1. Jahrhundert v. Chr. Fortschritte vor allem in den exakten Wissenschaften, der Mathematik, Mechanik und Astronomie, Erkenntnisse, die selbst in finsteren Jahrhunderten nicht verloren gegangen und die gesunde wissenschaftliche Geisteskraft nicht ersterben lassen hätten. Zu rühmen ist Ptolemäerepoche für Humboldt aber auch als Zeit der griechischen Philosophenschulen und der Alexandrinischen Bibliothek, als Zeit, da Eratosthenes von Cyrene eine systematische Universalgeographie erstellt und das erste Mal eine Gradmessung der Erde versuchte. Neue Erfindungen, wie etwa die hydraulische Uhr des Ktesibius halfen dem Menschen stufenweise zu einer genaueren Kenntnis der Bewegungen der Planetensysteme zu gelangen.
So war die Zeit der Ptolemäer die „glänzendste in der Beurteilung des mathematischen Wissens“ nur die „Kenntnis von absoluten Größen, Gestaltung, Masse und physische Beschaffenheit der Weltkörper“ machte jahrtausendelang keinen Fortschritt.

#### Die Römische Weltherrschaft
Römische Weltherrschaft. Einfluß eines großen Staatsverbandes auf die kosmischen Ansichten, Fortschritte der Erdkunde durch Landhandel. Die Entstehung des Christentums erzeugt und begünstigt das Gefühl von Einheit des Menschengeschlechts.
„Vom westlichen Ende Europas bis zum Euphrat, von Britannien und einem Teile Kaledonien bis Gätulien und zur Grenze des wüsten Libyens bot sich nicht bloß die größte Mannigfaltigkeit von Bodengestaltung, organischen Erzeugnissen und physischen Erscheinungen dar, auch das Menschengeschlecht zeigte sich dort in allen Abstufungen seiner Kultur und Verwilderung, im Besitze alten Wissens und lange geübter Künste, wie im ersten Dämmerlichte des intellektuellen Erwachens.“

Spätmittelalterliche Weltkarte nach der Universalgeographie des Ptolemäus

Nennenswert sind für Humboldt während der Epoche der Römischen Weltherrschaft natürlich die zahlreichen und weiten Expeditionen. Besonders hervorzuheben etwa das Erscheinen römischer Legaten am chinesischen Hofe (im 2. Jahrhundert). Doch bedauert er zutiefst, dass sich „in dieser langen Periode der ungeteilten römischen Weltherrschaft, in fast vier Jahrhunderten […] als Beobachter der Natur nur Dioskorides der Cicilier [Botaniker u. Pflanzenkundler] und Galenus von Pergamus [Beobachter von Fauna und Flora, auf diesem Gebiet mit Aristoteles fast gleichzustellen (nach Cuvier)]“ auftraten. Neben Ptolemäus natürlich, den er vor allem auf Grund seiner Erkenntnisse in der Optik und seiner Universalgeographie wegen lobend erwähnt, nicht wegen des geozentrischen Weltbildes, welches in Letzterem entworfen wird, sondern auf Grund der Darstellung der Welt sowohl graphisch als auch numerisch.
Als ahnungsvoll und weitsichtig führt Humboldt Strabo an, welcher bereits um Christi Geburt annahm, „daß in der nördlichen Hemisphäre, vielleicht in dem Parallelkreis, welcher durch die Säulen [des Herkules] geht, zwischen den Küsten des westlichen Europas und des östlichen Asien mehrere andere bewohnte Ländermassen liegen könnten.“
Für die organischen Naturkunde erwähnt Humboldt neben dem Anatomen Marinus nur den „Affenzergliederer Rufus von Ephesus“, welcher Empfindungs- und Bewegungsnerven unterschied. Für ihn, der in einem Zeitalter lebte, da das Sezieren an und experimentieren mit den Körpern verschiedener Tierarten eine weitverbreitete Mode war, ist es außerdem unbegreiflich, „wie die Unzahl seltener Tiere, welche vier Jahrhunderte im römischen Zirkus gemordet wurden (Elephanten, Rhinozerosse, Nilpferde, Elentiere [Elche], Löwen, Tiger, Panther, Krokodile und Strauße), für die vergleichende Anatomie so völlig unbenutzt blieben“ konnten.
Weiterhin geht Humboldt in dem vierten Abschnitt seiner Geschichte der physischen Weltanschauung auf das großartige Unternehmen des Plinius des Älteren ein, der mit seiner Naturalis historia eine Weltbeschreibung in 37 Büchern zu erstellen gesucht hatte. Im ganzen Alterthume, so Humboldt, sei nichts Ähnliches versucht worden. Doch trotz der Einmaligkeit des Unternehmens urteilt er hart. Dem Werk mangle es an „innerem Zusammenhange der Theile des Ganzen“, Plinius’ Stil besäße „mehr Geist und Leben als eigentliche Größe [und sei] selten malerisch bezeichnend“, wahrscheinlich, weil die direkten Eindrücke fehlten (seine eigenen direkten Eindrücke, aus seinen Reisen bezeichnet Humboldt bereits in der Vorrede zum ersten Band des Kosmos als sehr vorteilhaft für sein Unternehmen). An sich sei bei Plinius aber durchaus erkennbar, „daß dem geistreichen Manne ein einziges großen Bild vorschwebte“. So biete der Versuch auf jeden Fall einen Entwurf einer physischen Weltbeschreibung dar.
Am Ende des Abschnittes schreibt Humboldt: „Zum Schluss muss in der Schilderung einer großen welthistorischen Epoche, der der Herrschaft der Römer, ihrer Gesetzgebung und der Entstehung des Christenthums, vor allem daran erinnert werden, wie dieselbe die Ansichten des Menschengeschlechtes erweitert und einen milden, langdauernden, wenngleich langsam wirkenden Einfluss auf Intelligenz und Gesittung ausgeübt hat; erst die Verbreitung des Christenthums prägte den Begriff der Einheit des Menschengeschlechtes.“

#### Einbruch des arabischen Volksstammes
Einbruch des arabischen Volksstammes. Geistige Bildsamkeit dieses Teils der semitischen Völker. Hang zum Verkehr mit der Natur und ihren Kräften. Arzneimittellehre und Chemie. Erweiterung der physischen Erdkunde, der Astronomie und der mathematischen Wissenschaften im Allgemeinen.
Als ein bildsamer, edler Menschenstamm, der lange im Genuss der freien Natur gelebt und einen frischeren Sinn für jede Art der Naturanschauung bewahrte, sieht Humboldt in den Arabern die eigentlichen Gründer der physischen Wissenschaften. Die Besonderheit sieht Humboldt in ihrem Schaffen darin, dass sie sich nach der bloßen Naturbeschauung dem Erforschen, daraufhin aber auch dem Ergründen und schließlich dem Experimentieren zuwandten. Aus der Pharmazie und der Materia medicia, in ihren Erkenntnissen gespeist durch Einflüsse von Indien Hellas und den christlichen Nestorianern, leiteten sie zum einen das Studium der Botanik, zum anderen jenes der Chemie ab. Wichtige Erkenntnisse kamen von ihnen auch in der Algebra und Astronomie, in der Optik, der physischen Erdkunde, der Wärmelehre u. Theorie des Magnetismus. Humboldt benennt als wichtigste Vertreter der arabischen Erweiterung des Kosmos Avicenna, Averroes, Serapion aus Syrien und Ebn-Junius.
Der große weltgeschichtliche Verdienst der Araber sei aber auch gewesen, dass sie mit ihren Ausfällen gen Westen „teilweise die Barbarei [verscheuchten], welche das von Völkerstürmen erschütterte Europa seit zwei Jahrhunderten bedeckte.“

#### Das 15. und 16. Jahrhundert
Zeit der großen oceanischen Entdeckungen. Eröffnung der westlichen Hemisphäre. Amerika und das stille Meer. die Scandinavier, Columbus, Cabot und Gama; Cabrillo, Mendana und Quiros. die reichste Fülle Materials zur Begründung der physischen Erdbeschreibung wird den westlichen Völkern Europa‘s dargeboten.
„Das 15. Jahrhundert gehört zu den seltenen Zeitepochen, in denen alle Geistesbestrebungen einen bestimmten und gemeinsamen Charakter andeuten, die unabänderliche Bewegung nach einem vorgesteckten Zeile offenbaren. die Einheit dieses Strebens, der Erfolg, welcher es gekrönt, die handelnde Tatkraft ganzer Völkermassen geben dem Zeitalter des Kolumbus des Sebastian Cabot und Gama Größe und dauernden Glanz. In der Mitte von zwei verschiedenen Bildungsstufen der Menschheit, ist das 15. Jahrhundert gleichsam eine Übergangsepoche, welche beiden, dem Mittelalter und dem Anfang der neueren Zeit, angehört. Es ist die Epoche der größten Entdeckungen im Raume, solcher, die fast alle Breitengrade und alle Höhen der Erdoberfläche umfassen. Wenn dieselbe für die Bewohner Europas die Werke der Schöpfung verdoppelte, so bot sie zugleich der Intelligenz neue und mächtige Anregungsmittel zur Vervollkommnung der Naturwissenschaften in ihrem physischen und mathematischen Teilen dar.“
Selbstverständlich vergisst Humboldt nicht, dass bereits im 11. Jahrhundert der Norweger Leif Eriksson über Island und Grönland an die Nordamerikanische Küste stieß und wegen des angenehm milden Klimas (immerhin 11 °C) dort zu siedeln gedachte. Doch blieb diese Entdeckung ohne weltgeschichtliche Folgen. Die Skandinavier hatten, meint Humboldt, nicht die wissenschaftliche Kenntnis um das neue Land zu durchforschen. Deswegen gilt für ihn erst die Wiederauffindung des Kontinentes durch Christoph Kolumbus als einflussreich für die Erweiterung der physischen Weltanschauung. Ein Tatbestand, an dem sich, schreibt Humboldt, auch nichts ändert, wenn man bedenkt, dass Kolumbus und Vespucci in der Gewissheit starben, große Teile von Ostasien entdeckt zu haben.
„Ein sonderbares Zeitalter, in welchem ein Gemisch aus Zeugnissen des Aristoteles und Averoes, des Esra und Seneca über die geringe Ausdehnung der Meere im Vergleich mit der der Kontinentalmassen dem Monarchen die Überzeugung von der Sicherheit eines Kostspieligen Unternehmens geben konnte.“ Kolumbus etwa fuhr nach einer Seekarte des Florentiners Toscanelli in der verzeichnet war, dass sich Japan etwa 216 Seemeilen vor den Herkulessäulen befinden müsse.
Unter den großen Männern, die die Epoche des Kolumbus vorbereiteten, nennt Humboldt Roger Bacon und Vincenz von Beauvais; außerdem muss Albert der Große als Selbstbeobachter auf dem Gebiet der zerlegenden Chemie genannt werden.
Humboldts Lob für das 15. Jahrhundert scheint grenzenlos.
„Wo hat die Geschichte der Völker eine Epoche aufzuweisen, der gleich, in welcher die folgenreichsten Ereignisse: die Entdeckung und erste Kolonisation von Amerika, die Schifffahrt nach Ostindien um das Vorgebirge der guten Hoffnung und Magelheans‘ erste Erdumseglung, mit der höchsten Blüte der Kunst [siehe hierzu: Renaissance ], mit dem Erringen geistiger, religiöser Freiheit [siehe hierzu: Reformation ] und der plötzlichen Erweiterung der Erd- und Himmelskunde zusammentrafen? Denn schon bevor Luther seine Thesen veröffentlichte“, so Humboldt, „traten, wie aus ihren Gräbern die herrlichsten Gebilde der alten hellenischen Kunst hervor: der Laokoon, der Torso […] und die mediceische Venus. Es blühten in Italien Michelangelo, Leonardo da Vinci, Tizian und Raffael, in unserem deutschen Vaterlande Holbein und Albrecht Dürer. Die Weltordnung war von Kopernikus aufgefunden, wenn auch nicht öffentlich verkündigt, in dem Todesjahr von Christoph Kolumbus, vierzehn Jahre nach der Entdeckung des neuen Kontinents.“
Doch am Rande erwähnt er auch die Schattenseiten der Epoche: „Wie in allen irdischen Dingen ist auch hier des Glückes Glanz mit tiefem Weh verschwistert gewesen. die Fortschritte des kosmischen Wissens wurden durch alle Gewalttätigkeiten und Greuel erkauft, welche die sogenannten zivilisierten Eroberer über den Erdball verbreiteten.“

#### Das 17. Jahrhundert
Zeit der großen Entdeckungen in den Himmelsräumen durch Anwendung des Fernrohrs. Haupt-Epoche der Sternkunde und Mathematik von Galilei und Kepler bis Newton und Leibniz.
Für Humboldt besteht zwischen dem 16. und 17. Jahrhundert eine innige ideelle Verkettung. Er führt aus, dass die erweiterte astronomische Weltansicht in Letzterem nicht ohne die Anregungen aus Ersterem möglich gewesen und zu schildern wäre. Was freilich als wichtigste Erfindung des 17. Jahrhunderts erst den Weg zur Erweiterung der Idee vom Weltganzen in die Himmelsräume ebnete war die oben erläuterte Erfindung des Fernglases. Kopernikus hatte sein Weltsystem nie als Hypothese, sondern als unumstößliche Wahrheit aufgestellt, die nun wenigstens teilweise empirisch bewiesen werden konnte. So sprach etwa die Sichtung der kleinen Jupiterwelt entscheidend gegen die Einzigartigkeit der Erde mit ihrem Trabanten, auf dem Galilei, ebenfalls mit Hilfe des Fernrohres Gebirgslandschaften ausmachte. Die Monde des Jupiters und deren Rotationsbewegung um den Planeten sprach gegen das alte Paradigma der Fixsterne auf den kristallenen Himmelsschalen, hätten die Monde diese doch bei jedem Umlauf durchschlagen müssen. Die Entdeckung der sichelförmigen Gestalt der Venus stellte sie Sonne in den Mittelpunkt des Universums (außerdem Entdeckung der Sternschwärme und Milchstraße, Dreigestaltung des Saturn, Sonnenflecken usw.).
Keplers Große Entdeckung der ellipsenförmigen Bahn der Planeten um die Sonne befreite dann endlich das kopernikanische System auch von den „exzentrischen Kreisen und Epicykeln“.
„Wenn auch das 17. Jahrhundert“, so Humboldt, „in seinem Anfang der plötzlichen Erweiterung der Kenntnisse der Himmelsräume durch Galilei und Kepler, an seinem Ende die Fortschritte des reinen mathematischen Wissens durch Newton und Leibniz seinen Hauptglanz verdankt, so hat doch auch in dieser großen Zeit der wichtigste Theil der physikalischen Probleme in den Prozessen des Lichts der Wärme und des Magnetismus eine befruchtende Pflege erfahren.“ Humboldt nennt hierfür beispielsweise die Entdeckung der doppelten Strahlenbrechung und Polarisation, dann Ansätze zur Kenntnis der Interferenz bei Grimaldi und Hooke, die Trennung zwischen Magnetismus und Elektrizität, Halleys Vermutung, dass es sich bei Polarlicht um magnetische Erscheinungen handle, Torricellis Röhre und Höhenmessung, Ideen über einen Spiritus nitro-aereus, einen Grundstoff des Luftkreises, die verschiedenen Gradmessungen usw.

#### Humboldts Gegenwart
Vielseitigkeit und innigere Verkettung der wissenschaftlichen Bestrebungen in der neuesten Zeit. Die Geschichte der physischen Weltanschauung schmilzt allmählich mit der Geschichte des Kosmos zusammen.
Humboldt schließt seinen zweiten Kosmosband, in dem er die Überzeugung ausspricht, dass der eroberte Besitz des Menschen an der Welt nur ein sehr unbeträchtlicher Teil von dem ist, was bei fortschreitender Tätigkeit und gemeinsamer Ausbildung die freie Menschheit in den kommenden Jahrhunderten erringen wird. „Jedes Erforschte ist nur eine Stufe zu etwas Höherem in dem verhängnisvollen Laufe der Dinge.“ Fortschritt in der Erkenntnis im 19. Jahrhundert ist für ihn das erfolgreiche Bemühen den Blick nicht nur auf das Neuerrungene zu beschränken, sondern „alles früher Berührte nach Maß und gewicht streng zu prüfen, alle Teile des Wissens, die physikalische Astronomie ebenso wie das Studium der irdischen Naturkräfte, die Geologie und Altertumskunde einer kritischen Methode zu unterwerfen und die Grenzen der einzelnen Wissenschaften kenntlich zu machen.“
„Schneller als das Licht trägt in die weiteste Ferne Gedanken und Willen der geschlossene elektrische Strom. Kräfte, deren stilles Treiben in den elementarischen Natur, wie in den zarten Zellen organischer Gewebe, jetzt noch unseren Sinnen entgeht, werden, erkannt, genutzt, zu höherer Tätigkeit erweckt, einst in die unabsehbare Reihe der Mittel treten, welche der Beherrschung der einzelnen "Naturgebiete und der lebendigeren Erkenntnis des Weltganzen näher führen.“
„Die Intelligenz bringt fortan Großes, Fast ohne Anregung von außen, durch eigene innere Kraft nach allen Richtungen hervor. Die Geschichte der physischen Wissenschaften schmilzt so allmälig mit der Geschichte von der Idee eines Naturganzen zusammen.“

## Kritische Betrachtung des „Kosmos“

Titelblatt der Erstausgabe des zweiten Kosmosbandes

Von den Reisebeschreibungen seines Freundes und Vorbildes Georg Forster lobte Humboldt in seinem zweiten Kosmosband, dass dieser mit seinem Werk beweise, dass Naturbeschreibungen scharf begrenzt sein können und wissenschaftlich genau, „ohne daß ihnen darum der belebende Hauch der Einbildungskraft entzogen bleibt.“
Dies ist ein Anspruch, den sich auch Humboldt für seinen Kosmos auferlegt hat. Deutlich spürt man bei der Lektüre, wie er versucht „zu zeigen, dass eine gewisse Gründlichkeit in der Behandlung der einzelnen Thatsachen nicht unbedingt Farbenlosigkeit in der Darstellung erheischt.“ Die mehr poetische als wissenschaftliche Darstellung einiger Gegenstände erfolgt deshalb mit kritisch zu betrachtender, weil subjektiver Euphorie oder Ablehnung. Beispielsweise fallen die Abschnitte der Geschichte, die seine persönlichen Favoriten Alexander den Großen und Christoph Kolumbus (eine Analyse von Frau Dr. Gentz-Werner zeigt wirklich, dass Humboldt diese beiden, neben sich selbst, am häufigsten zitierte) betreffen, entsprechend lang aus und sind voll des Lobes seitens Humboldts und seiner Zeit. Im Gegensatz dazu kommt er auf das für ihn und seine Zeitgenossen „düstere Zeitalter“ des europäischen Mittelalters nur andeutungsweise zu sprechen. Sowohl in der Schilderung zu den Anregungsmitteln der Natur als auch in der Geschichte der physischen Weltanschauung versteht er diese Epoche geschickt durch einen Sprung in den Nahen und Mittleren Osten zu umgehen und die Zeit zwischen der im 19. Jahrhundert vor allen anderen bewunderten Epoche der Antike und deren Wiedergeburt (Renaissance im 15. Jahrhundert) mit der Darstellung indischer und arabischer Errungenschaften zu füllen. Ebenfalls kritisch zu betrachten ist auch seine Vorgehensweise, die Geschichte der physischen Weltanschauung in einer Art Fortschrittsoptimismus so gut wie ohne Stagnation oder Rückschrittlichkeit zu beschreiben.
Humboldt zeigt sich hier ganz als Mensch seiner Zeit. Einer Zeit vor dem Historismus, als Leopold von Ranke mit dem Individualitätsprinzip und der Deklamation des Eigenwertes jeder Epoche einen Objektivitätsanspruch an die Wissenschaftler stellte (man bedenke dabei, dass Ende des 19. Jahrhunderts der Historiker Theodor Mommsen für seine „Römische Geschichte“ mit dem Literaturnobelpreis geehrt wurde).
Humboldts mitunter recht populärwissenschaftliche Schreibweise, rar an Daten, dafür reich an Anekdoten, trug, neben der Popularität des Verfassers, zweifellos nicht wenig zum außergewöhnlichen Erfolg des Werkes bei und macht auch heute noch einen wesentlichen Teil seines Lesegenusses aus. Des Lesegenusses eines literarischen Werkes aus dem 19. Jahrhundert freilich, nicht eines universell gültigen Entwurfes einer physischen Weltbeschreibung. Humboldts Kosmos ist ein Werk, das sich heute weniger durch seinen wissenschaftlichen Erkenntnis-, als vielmehr durch seinen enormen Quellen- und Unterhaltungswert auszeichnet.